# Зозульки римські
Зозу́льки ри́мські, або пальчатокорі́нник ри́мський (Dactylorhiza romana) — багаторічна рослина родини зозулинцевих. Поширена в країнах чорноморського та, особливо, середземноморського басейнів, чим обумовлений її видовий епітет — «римські». Вразливий вид, занесений до Червоної книги України. Обмежено застосовується як декоративна та лікарська рослина.

## Опис
Трав'яниста рослина заввишки 15-35 см, геофіт. Бульби циліндричні або веретеноподібні, на кінцях двічірозділені, рідше вони можуть поділятися на більшу кількість сегментів (до 4) і в цьому разі набувають вигляду розставлених пальців. Щороку бульби віддають накопичені в них поживні речовини і відмирають, а на зміну старим утворюються молоді.
Стебло пряме, порожнисте, світло-зелене, при основі огорнуте 2-3 білувато-буруватими плівчастими піхвами. Листки у кількості 4-13 (зазвичай 5-7) штук скупчені біля основи стебла, рідше вкривають його нижню частину на ½. Листки завдовжки 15-20 см, завширшки 0,4-1,4 см, лінійно-ланцетні, загострено-тупі. Жилкування паралельне.
Суцвіття — густий короткоциліндричний колос завдовжки 3-8 см, завширшки 2-4 см. Приквітки ланцетні або вузьколанцетні, тупувато-загострені, зазвичай 2-3 см завдовжки та 3-4 мм завширшки, причому нижні значно перевищують довжину віночка, а верхні дорівнюють йому або, навіть, коротші за квітки. Забарвлення приквітків залежить від кольору квіток: в темних суцвіттях воно червоно-фіолетове, в світлих — зелене. Зозулькам римським притаманна ресупінація — явище, при якому квітконіжки перекручуються, внаслідок чого квітки у суцвітті розташовуються верхніми пелюстками донизу, а нижніми доверху.
Квітки завдовжки 7-12 мм, двостатеві, зигоморфні, п'ятичленні, без запаху. Листочки оцвітини розташовані в двох колах. Середній зовнішній листочок оцвітини завдовжки до 8 мм, еліптично-яйцеподібний, з трьома жилками, бічні завдовжки до 9 мм, завширшки 3,5-4 мм, яйцеподібні, відігнуті, нерівнобічні. Два листочки внутрішнього кола завдовжки 6-8 мм, завширшки до 5 мм, яйцеподібні або широкояйцеподібні, тупі, з чотирма жилками. Губа завдовжки 7-9 мм, завширшки 8-12 мм, широкояйцеподібна, по краю коротко трилопатева. Її середня лопать майже квадратна, має на кінці помітну виїмку, а бічні по зовнішніх краях заокруглені. Шпорець завдовжки 1,3-2 см (зазвичай вдвічі довший за губу), циліндричний, тупий, прямий або ледь зігнутий на кінці, розташований горизонтально або стирчить вверх. Забарвлення пелюсток мінливе: найчастіше фіолетово-пурпурове або блідо-жовте, рідше — жовтувато-рожеве, біле. Пилок желеподібний.
Плід — коробочка. Насіння дрібне, плоске.
|                              |  |  |  |
| Варіанти забарвлення квіток. |  |  |  |

### Визначення
Морфологічно й таксономічно зозульки римські дуже наближені до зозульок бузинових, з якими їх легко сплутати. Розрізненню цих видів заважає і те, що вони можуть траплятися в одній місцевості. Іншим спорідненим видом є Dactylorhiza insularis (в перекладі українською «зозульки острівні»).
| Назва виду             | Вегетативні органи                                                         | Генеративні органи                                                        |
| Зозульки римські       | Листки лінійно-ланцетні, скупчені біля основи стебла або у нижній половині | Шпорець циліндричний, трохи зігнутий, спрямований горизонтально або вверх |
| Зозульки бузинові      | Листки ланцетні, вкривають стебло на ½-⅔                                   | Шпорець конічний, помітно вигнутий, спрямований вверх                     |
| Dactylorhiza insularis | Листки ланцетні, рівномірно розподілені по стеблу                          | Шпорець циліндричний, трохи зігнутий, майже горизонтальний                |

## Екологія
Рослина досить теплолюбна, здатна витримувати лише незначні морози. Зозульки римські помірно вибагливі до світла: зазвичай вони зростають на галявинах чи у затінку під деревами, втім, квітнуть до розпускання листя, за доброї освітленості. Так само помірно вибагливі вони й до вологості ґрунту, хоча цей вид більш посухостійкий порівняно з іншими представниками роду. Типовими оселищами зозульок римських є листяні та хвойні ліси, найчастіше ялівцеві, пухнастодубові та кримськососнові. Вид входить до складу угрупувань класів Quercetea pubescenti–petraea (союз Paeonio dauricae–Quercion petraeae) та Erico–Pinetea (союз Brachypodio-Pinion). В горах він трапляється переважно на висоті до 600 м, зрідка його знаходили і вище — на рівні до 1800 м.
Розмножується переважно насінням, вегетативне розмноження можливе, але в природі відбувається нечасто. В цьому випадку нові рослини утворюються із бруньок, що формуються однією із бульб, інша, як правило, в розмноженні участі не бере і слугує для накопичення поживних речовин. Цвітіння в різних частинах ареалу триває з березня по червень, в Україні відбувається у квітні-травні. Квіти запилюються комахами, здебільшого джмелями. Плодоносить у травні-червні. В природі можливе перехресне запилення зозульок римських з іншими представниками роду, перш за все з близькими до них зозульками бузиновими, а також із зозульками плямистими. Внаслідок такого запилення утворюються життєздатні гібриди.
Як і багато інших орхідей, цей вид вирізняє надзвичайно малий розмір зародка. Він складається лише з невеличкої групи недеференційованих клітин, не містить ендосперму, а тому не здатен вдовольнити потреби паростка у поживних речовинах. Через це для успішного проростання насіння зозульок римських має бути обов'язково заражене симбіотичним грибом. Саме через ендотрофну мікоризу, утворену грибом, до паростка надходять необхідні мінеральні речовини.

## Поширення
Основна частина ареалу зозульок римських лежить у межах Середземномор'я, зокрема, цей вид описаний на Піренейському, Балканському та Апеннінському півостровах. В Італії ця рослина поширена в центральній і південній частинах країни, включно з островом Сицилія, втім, не знайдена на Сардинії. Периферійні частини ареалу включають Малу та Західну Азію, Кавказ. Найсхідніші популяції були зареєстровані в Ірані та Туркменістані. Північна межа розповсюдження зозульок римських пролягає через Болгарію та Україну, причому в Україні вони відомі виключно у Гірському Криму.

## Значення і статус виду
Загалом зозульки римські не належать до панівних видів, тому навіть в межах свого основного ареалу вони трапляються нечасто. Водночас окремі осередки (навіть на півночі ареалу) можуть налічувати велику кількість рослин, які під час цвітіння здатні утворювати аспект. Дослідження українських популяцій показали, що природне поновлення в них цілком задовільне. Така локальна чисельність може справити хибне враження, начебто вид у безпеці. Однак, в зонах високого рекреаційного навантаження зозульки римські щезають дуже швидко. Іншими загрозами для цього виду є збирання рослин, господарське освоєння земель.
З цих причин вид занесений до Додатку II Конвенції про міжнародну торгівлю видами дикої фауни та флори, що перебувають під загрозою зникнення (CITES) і Червоної книги України.
В Україні зозульки римські охороняють у Ялтинському гірсько-лісовому, Кримському та Карадазькому природних заповідниках. Дієвими засобами охорони можуть бути створення заказників в осередках поза заповідними зонами, вирощування в ботанічних садах. Станом на 2016 рік в Україні цей вид представлений лише в колекції Національного ботанічного саду.
Раніше зозульки римські використовували як сировину для отримання салепу, втім, через рідкісність виду такі заготівлі підпали під заборону. Окрім України збирання цієї орхідеї обмежене в деяких областях Італії.

## Систематика

### Підвиди
- Dactylorhiza romana subsp. romana — зозульки римські римські, номінативний підвид, поширений в Італії;
- Dactylorhiza romana subsp. georgica (Klinge) Soó ex Renz & Taubenheim, 1983 — зозульки римські грузинські, розповсюджені на Кавказі;
- Dactylorhiza romana subsp. guimaraesii (E.G.Camus) H.A.Pedersen, 2006 — підвид, поширений на Піренейському півострові;
- Dactylorhiza romana var. markusii (Tineo) Soó.

### Гібриди
- Dactylorhiza × daunia W.Rossi, P.Arduino, R.Cianchi, N.Piemontese & L.Bullini,1995 = Dactylorhiza romana × Dactylorhiza maculata subsp. saccifera (Brongniart) Soó;
- Dactylorhiza × rombucina (Cif. & Giacom.) Soó, 1962 = Dactylorhiza romana × Dactylorhiza sambucina (L.) Soó.

### Синоніми
| - Dactylorchis romana (Sebast.) Verm. - Dactylorhiza cantabrica H.A.Pedersen - Dactylorhiza libanotica (Mouterde) Aver. - Dactylorhiza markusii (Tineo) H.Baumann & Künkele - Dactylorhiza romana subsp. libanotica (Mouterde) Kreutz - Dactylorhiza romana subsp. markusii (Tineo) Holub - Dactylorhiza romana subsp. siciliensis (Klinge) Soó - Dactylorhiza romana var. sicula (Tineo) Soó - Dactylorhiza sambucina subsp. cantabrica (H.A.Pedersen) Kreutz - Dactylorhiza sambucina subsp. pseudosambucina (Ten.) H.Sund. - Dactylorhiza sambucina subsp. romana (Sebast.) Bornm. - Dactylorhiza sambucina subsp. siciliensis (Klinge) H.Sund. - Dactylorhiza sambucina f. zimmermannii (A.Camus) P.Delforge - Dactylorhiza sicula (Tineo) Aver. - Dactylorhiza sulphurea subsp. pseudosambucina (Ten.) Franco - Dactylorhiza sulphurea subsp. siciliensis (Klinge) Franco - Orchis bracteata Ten. - Orchis fasciculata var. obtusifolia Tineo - Orchis lucana Spreng. - Orchis markusii Tineo | - Orchis mediterranea Klinge - Orchis mediterranea subsp. pseudosambucina (Ten.) Klinge - Orchis mediterranea subsp. siciliensis Klinge - Orchis natalis Tineo - Orchis ochroleuca Schur - Orchis pseudosambucina Ten. - Orchis pseudosambucina subsp. markusii (Tineo) Nyman - Orchis pseudosambucina var. natalis (Tineo) Nyman - Orchis pseudosambucina subsp. sicula (Tineo) K.Richt. - Orchis romana Sebast. - Orchis romana var. incarnata E.G.Camus & A.Camus - Orchis romana subsp. libanotica Mouterde - Orchis romana var. lutea E.G.Camus & A.Camus - Orchis romana f. markusii (Tineo) Soó - Orchis romana f. obtusifolia (Tineo) Soó - Orchis sambucina Brot. - Orchis sambucina var. zimmermannii A.Camus - Orchis siciliensis Klinge - Orchis sicula Tineo - Orchis sulphurea var. markusii(Tineo) Maire |